# Vertex (anatomie)
Pour les articles homonymes, voir Vertex et Calotte.
Dans l'anatomie des arthropodes et des vertébrés, le vertex, appelé aussi calotte, est la partie supérieure de la tête. Cela correspond à la partie supérieure de la boîte crânienne des vertébrés chez qui il prend le nom de vertex crânien ou calotte crânienne.
En entomologie, le vertex est un caractère différentiel utilisé dans la diagnose. Chez les autres animaux,  les dimensions du vertex ou ses annexes tégumentaires (telle la coloration des plumes de la calotte de certains oiseaux tels que la mésange bleue) peuvent présenter un dimorphisme sexuel.